# Stepan Stepanovič Apraksin
Stepan Stepanovič Apraksin, in russo Степан Степанович Апраксин? (Riga, 13 luglio 1757 – Mosca, 8 febbraio 1827), è stato un nobile e generale russo, e governatore militare di Smolensk.

## Biografia
Era l'unico figlio maschio di Stepan Fëdorovič Apraksin (1702-1758), e di sua moglie, Agrafena Leont'evna Sojmonova (1719-1771).

## Carriera
Figlioccio dell'imperatrice, era già un alfiere nel reggimento Semionovskij. Nel 1772 fu promosso al grado di capitano e il 22 febbraio 1777 è stato nominato aiutante di campo e trasferito nel 5º reggimento di fanteria, dove partecipò alle guerra russo-turca.
Nel 1783, con il grado di brigadiere fu assegnato al Reggimento Dragoni nel Caucaso, dove si distinse a Sunža. Il 12 febbraio 1786 è stato promosso a maggiore generale e nel settembre dello stesso anno è stato nominato capo del Reggimento Dragoni. Nel 1793 fu promosso a tenente generale.
Nel 1803 ricoprì la carica di governatore militare di Smolensk.

## Matrimonio
Sposò, il 13 luglio 1793, la principessa Ekaterina Vladimirovna Golicyna (1770-1854), damigella d'onore di Caterina II. Ebbero cinque figli:
- Natal'ja Stepanovna (14 novembre 1794-7 maggio 1890), sposò Sergej Golicyn (17 febbraio 1783-14 marzo 1833), non ebbero figli;
- Vladimir Stepanovič (1796-1833), sposò Sof'ja Petrovna Tolstoj (1800-1886);
- Stepan Stepanovič (5 dicembre 1797-15 dicembre 1799);
- Sof'ja Stepanovna (1798-1885), sposò Aleksej Grigor'evič Ščerbatov, ebbero cinque figli;
- Agrippina Stepanovna (5 dicembre 1799-13 agosto 1800).

## Morte
Morì l'8 febbraio 1827, a Mosca. Fu sepolto al Cimitero di Novodevičij.